# Fabaeformiscandona aemonae
Fabaeformiscandona aemonae là một loài động vật giáp xác trong họ Candonidae. Đây là loài đặc hứu Slovenia.